# Joelinton
Joelinton vagy teljes nevén Joelinton Cassio Apolinário de Lira (Aliança, 1996. augusztus 14. –) brazil labdarúgó, a Newcastle United középpályása. Pályafutását csatárként kezdte, de Eddie Howe alatt egyre gyakrabban, majd végül szinte csak középpályán játszott.

## Pályafutása

### Sport Recife
Joelinton 2010-ben csatlakozott a Sport Recife utánpótlás akadémiájához, a felnőttek között pedig 2014 márciusában mutatkozott be. Egy Copa do Nordeste mérkőzésen a városi rivális Santa Cruz ellen 62. percben Neto Baiano helyére állt be a 2-1-es győzelem alkalmával. A Recife végül megnyerte a Brazília északkeleti régiójához tartozó csapatok számára kiírt tornát, a döntőben 3-1-es összesítéssel múlták felül a Ceará Sporting Clubot. 
A 2014-es országos brazil bajnokságban hétszer lépett pályára, november 23-án pedig megszerezte első gólját a Fluminense elleni bajnokin. Az utolsó fordulóban a São Paulo ellen ismét eredményes volt.

### Hoffenheim
2015 júniusában Joelinton öt évre szóló szerződést írt alá a német Hoffenheim csapatával. December 18-án a Schalke 04 elleni 1–0-s vereség alkalmával mutatkozott be új csapatában; Jonathan Schmid helyére állt be a mérkőzés utolsó percében. A szezonban ez volt az egyetlen pályára lépése a német bajnokságban.

#### Rapid Wien
2016. június 23-án kétéves kölcsönszerződés keretében az osztrák Rapid Wien csapatához került.  Július 8-án, az Osztrák Kupában mutatkozott be új csapatában az FC Mauerwerk elleni mérkőzésen. Ő szerezte csapata első gólját, a Rapid 3–1-re nyert. 2017. április 26-án az elődöntőben a LASK Linz ellen hosszabbítást követően jutott be csapata a fináléba, 12 év szünetet követően. A Wörthersee Stadionban rendezett döntőben június 1-jén a Red Bull Salzburg nyert 2–1-re.
A 2016–17-es szezonban az Európa-ligában is pályára lépett. Szeptember 15-én a Genk elleni 3–2-es győzelemkor gólt is szerzett a sorozatban, csakúgy, mint az Athletic Bilbao elleni 1-1- alkalmával az Allianz Stadionban december 8-án. Az osztrák élvonalban 33 mérkőzésen nyolc gólt szerzett. 

#### Újra Hoffenheim
A 2018-2019-es szezont megelőzően visszatért a Hoffenheimhez. Az 1. FC Kaiserslautern elleni Német Kupa-találkozón mesterhármast szerzett, csapata 6–1-re győzött. 26 bajnokin lépett pályára a szezonban, ezeken hétszer volt eredményes.

### Newcastle United
2019.július 23-án a Newcastle United igazolta le, klubrekordot jelentő összegért.

## Statisztika
2019. április 22-én frissítve.
| Klub           | Szezon         | Bajnokság      | Bajnokság     | Bajnokság | Országos kupa | Országos kupa | Egyéb         | Egyéb | Összesen      | Összesen |
| Klub           | Szezon         | Bajnokság      | Pályára lépés | Gól       | Pályára lépés | Gól           | Pályára lépés | Gól   | Pályára lépés | Gól      |
| -------------- | -------------- | -------------- | ------------- | --------- | ------------- | ------------- | ------------- | ----- | ------------- | -------- |
| Sport Recife   | 2014           | Série A        | 7             | 2         | 1             | 0             | 1             | 0     | 9             | 2        |
| Sport Recife   | 2015           | Série A        | 5             | 1         | 5             | 1             | 20            | 3     | 30            | 5        |
| Sport Recife   | Összesen       | Összesen       | 12            | 3         | 6             | 1             | 21            | 3     | 39            | 7        |
| Hoffenheim     | 2015–16        | Bundesliga     | 1             | 0         | 0             | 0             | 0             | 0     | 1             | 0        |
| Hoffenheim     | 2018–19        | Bundesliga     | 26            | 7         | 2             | 3             | 5             | 1     | 33            | 11       |
| Hoffenheim     | Összesen       | Összesen       | 27            | 7         | 2             | 3             | 5             | 1     | 34            | 11       |
| SK Rapid Wien  | 2016–17        | Bundesliga     | 33            | 8         | 5             | 3             | 10            | 2     | 48            | 13       |
| SK Rapid Wien  | 2017–18        | Bundesliga     | 27            | 7         | 4             | 1             | 0             | 0     | 31            | 8        |
| SK Rapid Wien  | Összesen       | Összesen       | 60            | 15        | 9             | 4             | 10            | 2     | 79            | 21       |
| Karrier összes | Karrier összes | Karrier összes | 83            | 22        | 17            | 8             | 35            | 6     | 135           | 36       |

## Sikerei, díjai
Sport Recife
- Campeonato Pernambucano: 2014
- Copa do Nordeste: 2014